# Reserva estatal forestal de Khosrov

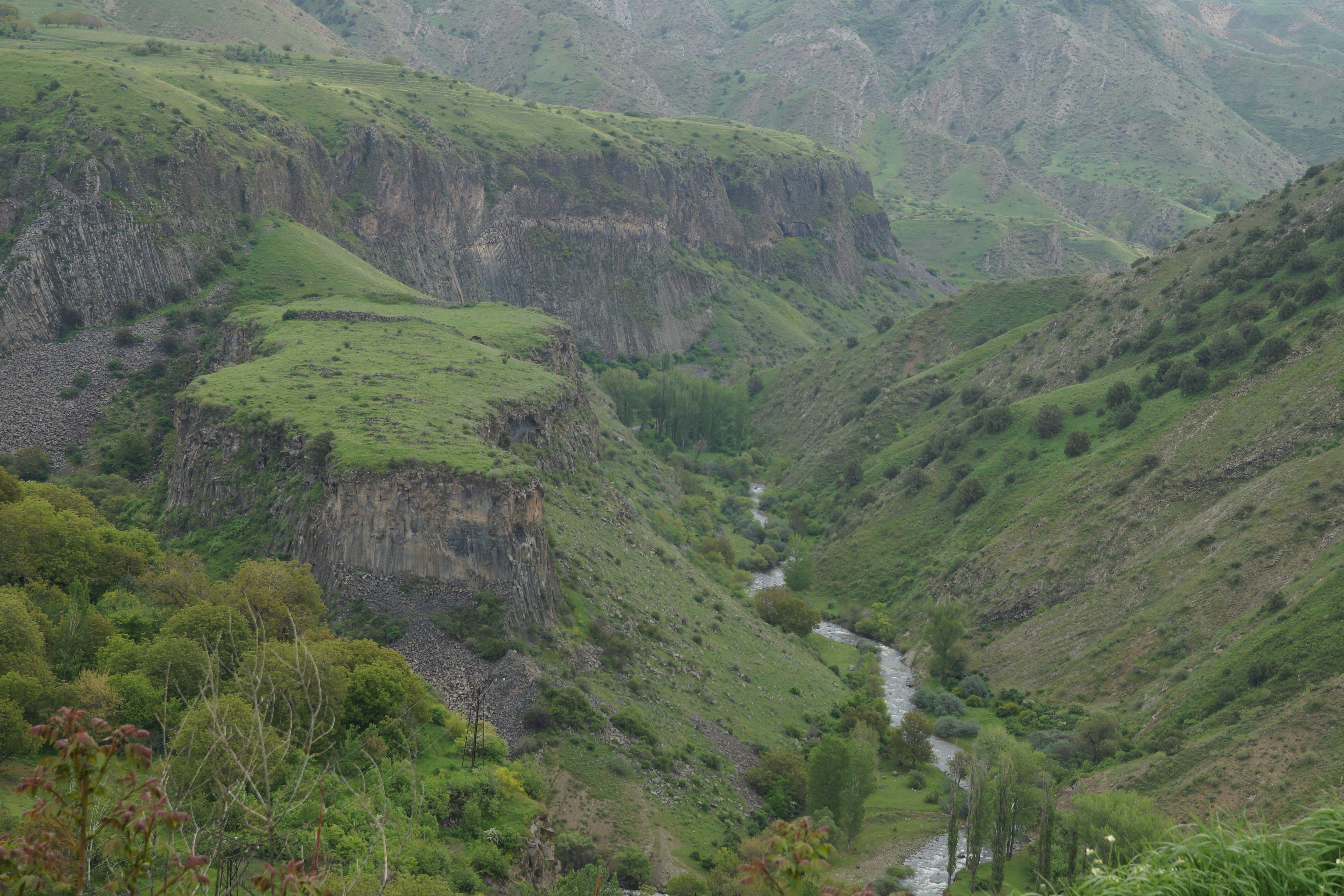
Reserva Estatal Forestal de Khosrov

La Reserva Estatal Forestal de Khosrov (armeni: Խոսրովի անտառ պետական արգելոց), també coneguda com a Reserva Khosrov, és un parc nacional d'Armènia. És una de les àrees protegides més antigues del món.
La reserva es troba a la província d'Ararat, al sud-oest d'Armènia, al sud-est d'Erevan, al vessant meridional de les muntanyes de Geghama. És una àrea destacable del Caucas per la seua flora i fauna asiàtiques úniques: té 29.196 hectàrees, de les quals 9.000 en són forestals, i és a una altitud de 1.600-2.300 m. La reserva ocupa part de quatre districtes: Garní, al nord; Kakavaberd, al nord-est; Khosrov, al centre i Khachadzor, a l'est, i ocupa una àrea de 238.78 km².

## Història de la reserva

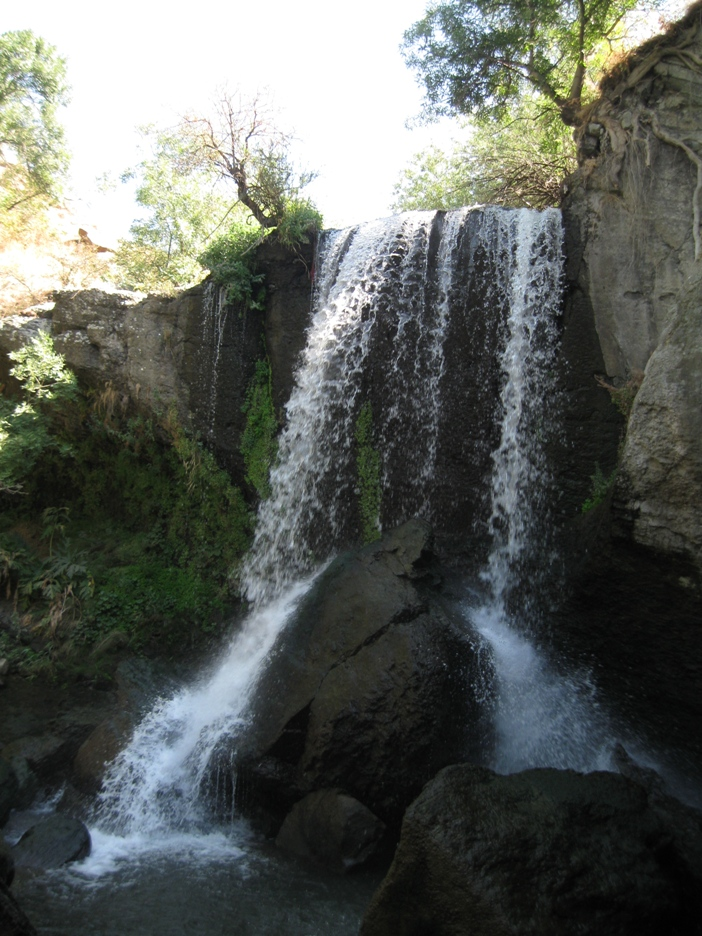
Una de les cascades del riu Azat al bosc de Khosrov

La reserva té uns paisatges espectaculars i ofereix una natura en estat pur molt prop de l'aglomeració de la capital. La conservació de la fauna i la flora i la protecció de la natura començà a Armènia fa molts segles.
La reserva, la fundà el rei Khosrov III del Regne d'Armènia, que governà entre 330 i 339, i li donà nom al bosc. Khosrov feu del bosc fos una reserva per millorar les condicions del clima i la natura de la ciutat d'Artàxata i per assegurar-ne la conservació de la flora i fauna. També feu plantar arbres als alts pendents de les muntanyes. D'altra banda, s'utilitzà com a reserva de caça reial i per a realitzar exercicis militars. Més tard, el bosc s'enriquí amb altres animals de caça duts especialment de Pèrsia. Aquesta reserva estatal va ser única de l'Imperi romà i és de les primeres de la regió. Khosrov fou el primer monarca cristià governador d'un estat que establí una reserva natural, i l'únic monarca conegut descendent dels diàdocs, amb una llunyana relació amb Alexandre el Gran i el rei persa Darios el Gran.
En l'era de la Unió soviètica el bosc de Khosrov era considerat zona forestal per a silvicultura i el 13 de setembre de 1958 el llavors anomenat bosc Garní rebé l'estatus de Reserva Khosrov: tenia llavors 148,61 km² i esdevingué una àrea protegida per l'aigua dolça d'alta qualitat subministrada pel riu Azat que fluïa fins a Erevan i els boscs de la rodalia de la ciutat.

## Geologia, aigua i clima
El relleu de la reserva és complex i abrupte: enclou una serra amb una densa xarxa de valls, altiplans i profunds congosts coronats per l'escut volcànic dels cims. Hi ha rastres d'activitat tectònica passada en algunes falles. Les roques, d'origen volcànic i igni daten dels períodes Cretaci i pre-Oligocé. Les roques dominants són quaternàries. A causa de la calor i l'impacte de l'aigua, les roques han adquirit formes geològiques i els pendents són escarpats, amb una inclinació que supera els 30 graus. L'alçada mitjana del cinturó boscós és de 1.500 a 2.300 m d'altitud. Per sota dels 1.500 m el terreny és format per vastes àrees d'erms.
El clima de la reserva és àrid i continental, amb fred i neu a l'hivern i calor a l'estiu, amb una precipitació anual que oscil·la entre 350 i 450 mm, a les zones baixes i àrides, i 800 mm als prats alpins. Els llits principals de la reserva són el riu Azat i el Vedi. Tots dos, i els afluents, naixen a les muntanyes de Geghama i flueixen cap al sud-oest, cap al riu Hrazdan. Tenen un fort pendent, de 500 m, i les valls tenen forma de V. Estan alimentades per neu, pluja i aigua subterrània, i a l'estiu s'utilitzen per al reg. Els aiguamolls i llacs són escassos en la reserva, però les deus són abundants i constants.

## Paisatges i flora
La reserva té quatre tipus de paisatge: desert-semidesert (900-1.250 m), estepes de muntanya (1.250-2.500 m), boscos oberts i tancats (1.500-2.500 m) i prats alpins i subalpins (per sobre de 2.500 m). Els prats esteparis són abundants dins i fora de la reserva en planes i zones rocoses. L'orientació del pendent, la inclinació i el clima tenen un paper important per determinar l'estructura dels hàbitats.
Els boscs tancats i oberts ocupen el 16% de la reserva, les prades obertes o estepàries el 20% i les comunitats xeròfiles sobre les roques el 64%. La flora de la reserva conté 1.849 espècies, 588 gèneres i 207 famílies. És una barreja d'endemisme, raresa i espècies en perill. Unes 80 espècies de la reserva es troben en la llista vermella d'espècies amenaçades d'Armènia. Hi ha 24 plantes endèmiques en la reserva.
La vegetació que creix a les zones semidesèrtiques on el sòl és rocós i pedregós està dominada per l'artemísia (Artemisia fragrans), la salsola (Salsola ericoides, S. dendroides), Halanthium rarifolium, Eurotia ceratoides i Xeranthemum squarrosum. Les principals plantes de les argiles són Halanthium rarifolium i plantes efímeres. Hi ha comunitats esteses de tàpera (Capparis spinosa) i timonet (Thymus kotschyanus). Els arbres que creixen en sòls pedregosos són principalment arbusts espinosos del gènere Rhamnus pallasii i ametler (Amygdalus fenzliana).

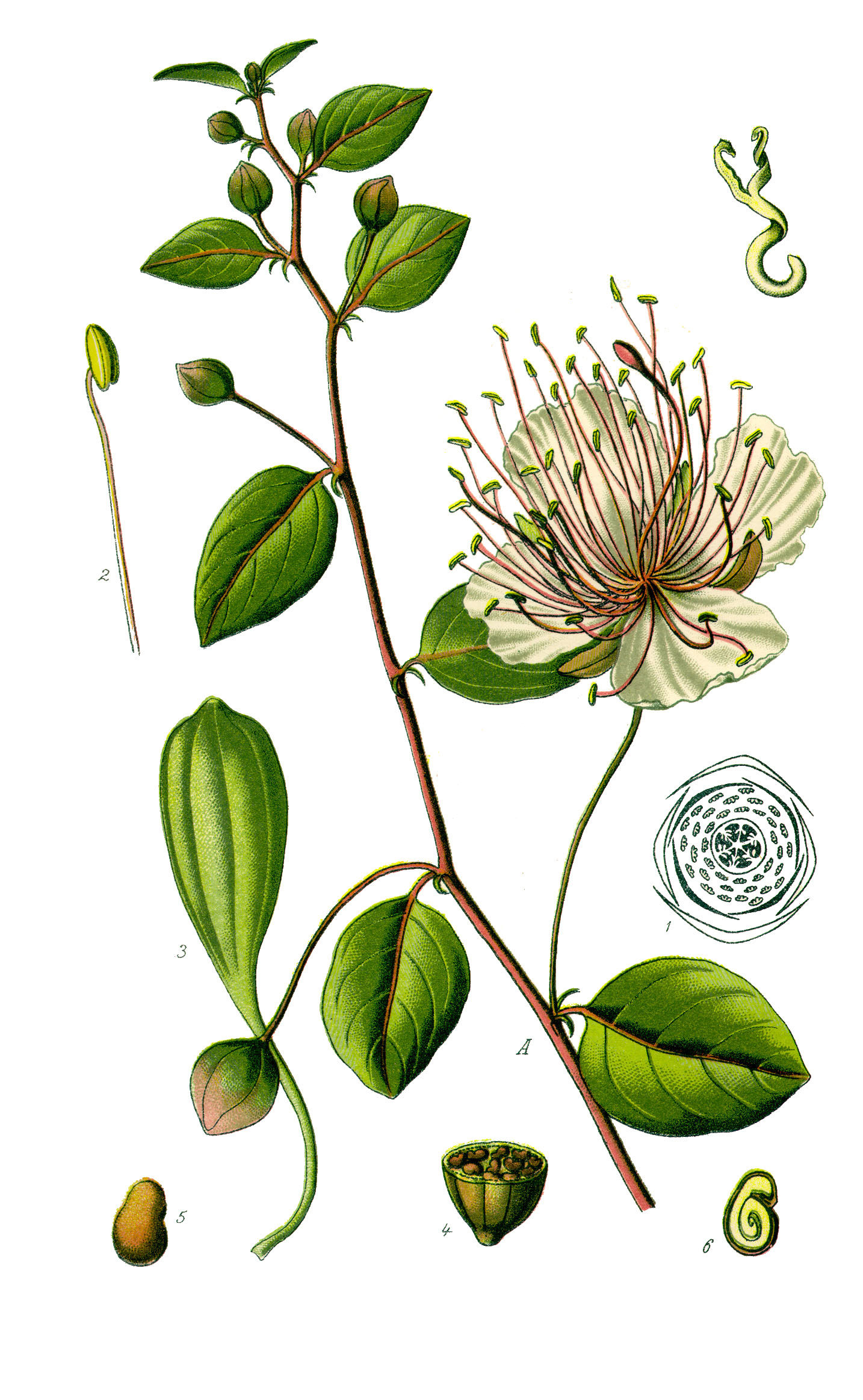
Capparis spinosa L., per Otto Wilhem Thomé

A les prades àrides, boscs oberts i roquissars hi ha sobretot ginebres (Juniperus polycarpos, J. oblonga, J. depressa), Acer ibericum, i ametlers. Als prats alpins i subalpins hi ha Phleum pratense i Hordeum bulbosum.
Incloses en el Llibre Roig d'Armènia de 1990 d'espècies en perill, es troben Aphanopleura trachysperma i Prangos lophoptera. Les plantes endèmiques de la reserva inclouen Allium schianae, Centaurea arpensis, Cousinia armena, Erucastrum takhtajanii i Campanula bayerniana.

## Fauna
La fauna vertebrada comprén 283 espècies. La invertebrada en comprén més de 1.500 espècies: 1.427 espècies d'insectes, 62 de mol·luscs i 3 d'escorpins. Pertanyen als odonats, mantodeus, Phasmoptera, ortòpters, hemípters, coleòpters, lepidòpters, dípters i himenòpters.
Insectes
Molts insectes de la reserva són inclosos en el Llibre Roig d'espècies en perill. Entre aquests, les papallones Parnassius mnemosyne, Papilio alexanor, Colias chlorocoma, Colias aurorina, Proserpinus proserpina i altres.
Amfibis
Hi ha cinc espècies d'amfibis en la reserva: granota comuna (Granota ridibunda), gripau verd (Bufo viridis), granota camerani, Hyla savignyi i gripau d'esperons oriental (Pelobates syriacus).
Peixos

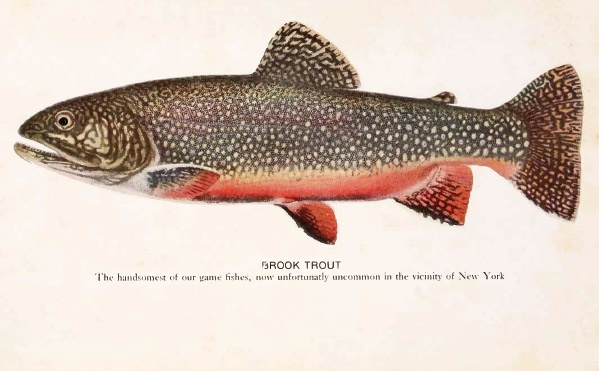
Dibuix d'una truita, de John Treadwell, Peixos en les proximitats de ciutat de Nova York (1918)

La reserva està habitada per nou espècies de peixos: Salm trutta fario, Capoeta capoeta, Barbus lacerta cyri, Alburnus filippi, Alburnus alburnus hohenackeri, Alburnoides bipunctatus, Sabanejewia aurata, Nemacheilus angorae i Barbatula barbatula caucasica.
Rèptils
En la reserva hi ha 33 espècies de rèptils que habiten des dels paisatges semidesèrtics als prats subalpins. Els fardatxos principals són Laudakia caucasia, Darevskia raddei, Darevskia nairensis, Ophisops elegans, Lacerta strigata i altres, mentre que l'Eumeces schneideri apareix en el Llibre Roig d'Armènia. Altres rèptils en aquesta llista són la tortuga comuna i grega (Testudo graeca), i la tortuga armènia Testudo graeca armeniaca críticament en perill. Les principals serps en són Coluber ravengieri, Coluber nummifer, Vipera eriwanensis, Vipera lebetina i Vipera raddei. Les serps en perill són Trachylepis septemtaeniata, Telescopus fallax, Rhynchocalamus melanocephalus satunini i Elaphe hohenackeri.
Ocells
En la reserva hi ha el 56% de l'avifauna present a Armènia, 192 espècies d'ocells de 44 famílies. D'aquestes, 63 espècie són residents, 83 hi nien, 83 són migrants, 11 hi hivernen, 10 són de pas i 5 en són casuals.
Entre els ocells de la reserva hi ha el trencalòs (Gypaetus barbatus), l'aufrany comú (Neophron percnopterus), el voltor (Gyps fulvus), el falcó pelegrí (Falco peregrinus), el falcó llaner (Falco biarmicus) i altres. També n'hi ha: gall nival del Caspi (Tetraogallus caspius), perdiu chukar (Alectoris chukar), perdiu xerra (Perdix perdix) i guatla comuna (Coturnix coturnix). Els ocells que viuen als contraforts semidesèrtics són l'enganyapastors europeu (Caprimulgus europaeus), l'abellerol (Merops apiaster) i els passeriformes hi són molt estesos.

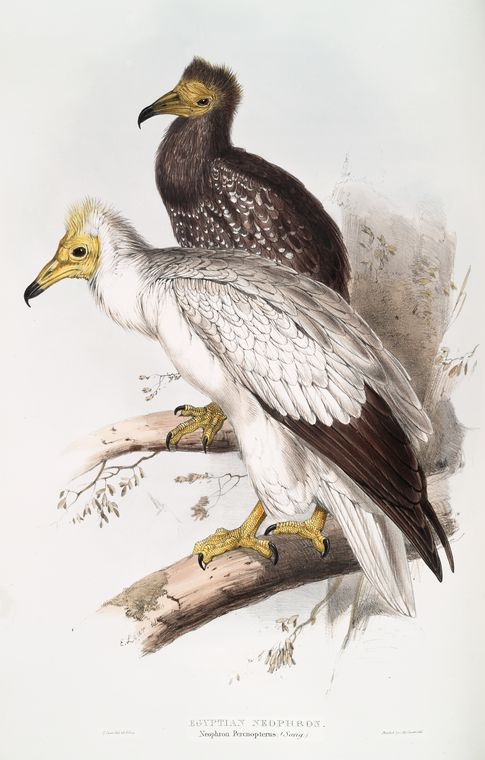
Aufrany comú immadur i adult (de John Gould: Ocells d'Europa)

Aquests ocells de la reserva són en la Llista Vermella de la UICN 2008: el voltor negre (Aegypius monachus), el Circ macrourus, el xoriguer petit (Falco naumanni), el gaig blau comú (Coracias garrulus) i el papamosques de mig collaret (Ficedula semitorquata). Altres 37 ocells estan llistats en el Llibre Roig d'Armènia, i 16 més necessiten ser afegits, ja que el seu nombre està declinant. Nien en la reserva el pinsà trompeter mongol (Bucanetes mongolicus), el mussol pirinenc (Aegolius funereus) i el voltor negre, només localitzat en la reserva; també conté la colònia més gran del voltor comú (Gyps fulvus) i un dels dos llocs de nidificació d'Oenanthe chrysopygia a Armènia.
Mamífers
En els recomptes d'animals més primerencs dels anys 1950 a 1980, hi havia 41 espècies de mamífers. Els mamífers principals que viuen en la reserva són el senglar (Sus scrofa), el llop (Canis lupus), l'os bru (Ursus arctos), el linx nòrdic (Lynx lynx), la guineu vermella (Vulpes vulpes), el toixó (Meles meles), Ovis ammon gmelini, la llebre (Lepus europaeus), la mostela (Mustela nivalis), la fagina (Dimarts foina) i s'hi ha vist el porc espí de l'Índia. Una espècie de cérvol clapejat s'hi introduí el 1594 i s'ha aclimatat bé.
En la reserva hi ha diverses espècies rares de veure i en perill: el lleopard persa (Panthera pardus ciscaucasica), la cabra salvatge (Capra aegagrus), Vormela peregusna peregusna, l'os bru (Ursus arctos syriacus), la ratapinyada Barbastella leucomelas i el gat salvatge europeu (Felis silvestris silvestris).

## Llocs d'interés
En la reserva i rodalia hi ha monuments d'interés turístic i altres reserves naturals. S'hi inclouen el monestir de Goght (Aghjots Vank), la fortalesa de Kakavaberd, el monestir d'Havuts Alquitran, el cim de l'Azhdahak, el congost de Garní, l'església de Mashtots Hayrapet, a Garní, i el temple de Garní.

## Pressions
El paisatge ha sofert la interferència i el desenvolupament humans des del s. IV. Les amenaces principals n'eren la caça d'animals i la tala d'arbres. Abans del 2007 la grafiosi danyà seriosament els ginebres i altres arbres xeròfils. El ginebre és un arbre molt valuós perquè la resina s'utilitza en aviació, la fusta en mobiliari, i té propietats bactericides. La caça furtiva dels anys 1980 i 1990 reduí la població d'animals a la meitat. En anys recents les condicions n'han millorat i el nombre d'animals i plantes han augmentat a causa de les condicions del clima i les mesures de conservació apropiades.
Hi ha alguns pobles dins de la reserva i moltes comunitats rurals a la rodalia. El 1985 s'expropiaren terres agrícoles per incorporar-les a la reserva i es donaren terres en un altre lloc. Hi ha unes 40 cases que empren unes 20 hectàrees dins de la reserva i zones frontereres que permeten als vilatans violar-ne la protecció legal. N'és un exemple el Santuari de la Natura de Gorovan Sands, a la serra d'Urtz, que sent l'única reserva de desert protegida d'Armènia està sent explotada per a l'extracció d'àrids i pasturatge.